# Marshfield (pays de Galles)
Pour les articles homonymes, voir Marshfield.
Marshfield (en anglais) ou Maerun (en gallois) est un village et une communauté du borough de comté de Newport, au pays de Galles.

## Géographie
Marshfield est situé à 8 km au sud-ouest du centre-ville de Newport et à une douzaine de kilomètres au nord-ouest de celui de Cardiff. La communauté comprend également le hameau de Castleton / Cas-bach (en), qui est traversé par la route A48 (en).

## Démographie
Au recensement de 2011, la communauté de Marshfield comptait 3 054 habitants.

## Culture locale et patrimoine
La communauté de Marshfield abrite quatre monuments classés. Parmi eux, l'église paroissiale Sainte-Marie est un monument classé de grade II*, signalant un édifice « particulièrement important ou d'un intérêt spécial ».